# Achagua fessa
Achagua fessa là một loài bướm đêm trong họ Geometridae.